# The Crest (Antarktika)
The Crest (englisch für Der Gipfel) ist ein 125 m hoher Berggipfel am nordöstlichen Ende der Antarktischen Halbinsel. Er ragt aus einer Moräne unmittelbar östlich des Boeckella-Sees und 800 m südlich der Hut Cove in der Hope Bay auf der Trinity-Halbinsel auf.
Der Falkland Islands Dependencies Survey kartierte ihn anhand von 1945 und 1948 durchgeführten Vermessungen. Die deskriptive Benennung geht etwa auf das Jahr 1945 zurück.